# Карагезян Раїса Альбертівна
 Раї́са Альбе́ртівна Карагезя́н (нар. 27 жовтня 1948, м. Горіс, Вірменія), у шлюбі Божко́ — українська перекладачка. Член НСПУ (1988). 

## Біографія
Народилася 27 жовтня 1948 р. в м. Горіс (Вірменія).
Закінчила у 1973 році геологічний факультет Єреванського університету. Навчалася у Єреванській консерваторії (з 1973 по 1974).
Працювала в хорі Єреванського театру опери та балету ім. О. Спендіаряна (з 1971 по 1973); інженером експедиції геолого-економічних досліджень Міністерства геології УРСР (з 1976 по 1978); у Київському комітеті драматургів (з 1978 по 1988); Комітеті у справах національностей України (1992).
Працює в жанрі художнього перекладу. В її перекладах на вірменську побачили світ твори українських письменників В. Земляка, П. Загребельного, Г. Тютюнника, Ю. Мушкетика, В. Дрозда; антологія українського оповідання «Древо життя», українські народні лічилки «Квітучий сад», українські народні казки. Переклала також окремі твори Ю. Яновського, О. Гончара, М. Стельмаха, Б. Харчука, І. Чендея, В. Близнеця, Є. Гуцала, В. Шевчука, В. Яворівського, В. Шкляра, Є. Пашковського, О. Ульяненка та ін.
Одружена з літературознавцем і перекладачем Олександром Божком.